# Peristeria violacea
Peristeria violacea là một loài thực vật có hoa trong họ Lan. Loài này được (Josst) Foldats mô tả khoa học đầu tiên năm 1968.